# Odprto prvenstvo Francije 2007
Odprto prvenstvo Francije 2007 je teniški turnir za Grand Slam, ki je med 27. majem in 10. junijem 2007 potekal v Parizu.

## Moški posamično
Rafael Nadal :  Roger Federer, 6–3, 4–6, 6–3, 6–4

## Ženske posamično
Justine Henin :  Ana Ivanović, 6–1, 6–2

## Moške dvojice
Mark Knowles /  Daniel Nestor :  Lukáš Dlouhý /  Pavel Vízner, 2–6, 6–3, 6–4

## Ženske dvojice
Alicia Molik /  Mara Santangelo :  Katarina Srebotnik /  Ai Sugijama, 7–6(7–5), 6–4

## Mešane dvojice
Nathalie Dechy /  Andy Ram :  Katarina Srebotnik /  Nenad Zimonjić, 7–5, 6–3